# Andrej Zemljak
Andrej Zemljak, slovenski politik * ??
Andrej Zemljak je leta 1948 na mestu predsednika MLO Trbovlje nasledil Ivana Zupančiča, ki je bil premeščen na OLO Trbovlje. Uradno je bil na položaj izvoljen na seji MLO Trbovlje 19. oktobra 1948. V času njegovega županovanja (24. novembra 1948) je Trbovlje prvič obiskal Josip Broz Tito. Protokol obiska je bil precej skromen.
Marca 1949 je Zemljak zbolel, zaradi česar funkcije ni mogel več opravljati. Na seji MLO 26. avgusta je bil za novega predsednika MLO soglasno izvoljen Rudi Gornik.